# Nuno Mindelis
Nuno mindelis (né le 7 août 1957), surnommé « The Beast », est un guitariste, chanteur et compositeur de blues brésilien.

## Biographie
Mindelis est né à Cabinda en Angola. La plupart de ses enregistrements sont faits en anglais à l'exception de l'album Outros Nunos (2006) chanté en portugais, sa langue natale.
Nuno a collaboré avec de grands musiciens et a enregistré ses albums avec les grands du blues tel que les Double Trouble, le groupe de Stevie Ray Vaughan, Larry McCray le guitariste de Gary Moore, J.J. Milteau et d'autres.
Ses premières influence musicales était Otis Redding et son rythme, Booker T. & The MG's, composé de Booker T., Steve Cropper, Donald « Duck » Dunn, and Al Jackson.
Nuno est considéré comme le meilleur bluesman brésilien de tous les temps et une référence du blues au Brésil.
Si en Angleterre on a écrit un graffiti qui dit Clapton is God, au brésil les fans ont écrit Mindelis - Brazil's Guitar God.

## Discographie
- Blues e Derivados (1989)
- Long Distance Blues (1992)
- Texas Bound (1996)
- Nuno Mindelis & the Cream Crackers (1998)
- Blues on the Outside (1999)
- Twelve Hours (2003)
- Outros Nunos (2005)
- Free Blues (2010)
- Angels & Clowns (Feat. The Duke Robillard Band) (2013)